# Wendell Culley
Wendell Philips Culley (* 8. Januar 1906 in Worcester (Massachusetts); † Juni 1983) war ein US-amerikanischer Jazz-Trompeter des Swing.
Culley begann seine Musikerkarriere in lokalen Bands in Boston; bereits in den 1920er Jahren wirkte er bei Aufnahmen von Sidney Bechet mit. 1931 kam er nach New York City. Dort arbeitete er zunächst bei Bill Browns Brownies, dann in den Orchestern von Horace Henderson (1930) und Cab Calloway (1930/31). Von 1931 bis 1937 und erneut in den 1940er Jahren spielte er bei Noble Sissle, bei dem er an zahlreichen Aufnahmen mitwirkte. Von 1944 bis 1949 gehörte er Lionel Hamptons Orchester an (1944–1949), als Solist zu hören in Titeln wie „Evil Gal Blues“ 1944, „Air Mail Special“ 1946 und „Midnight Sun“ 1947. Von 1952 bis 1959 spielte er im Count Basie Orchestra, 1957 als Solist in „Li´l Darlin´“. Culley wirkte auch an Basies Roulette-Aufnahmen mit Tony Bennett, Billy Eckstine, Ella Fitzgerald und Joe Williams mit. 1956 spielte er bei Tony Scott. Nach seinem Ausscheiden bei Basie verließ er das Musikgeschäft, zog an die Westküste der USA und arbeitete in der Versicherungsbranche.

## Diskographische Hinweise
- Count Basie: The Atomic Mr. Basie (Roulette, 1957)
- Sidney Bechet: 1937–1938 (Classics)
- Cab Calloway: 1931–1932 (Classics)
- Lionel Hampton: 1947 (Classics)
- Tony Scott: The Complete Tony Scott (RCA Victor, 1956)